# Elberta (Utah)
Elberta – jednostka osadnicza w Stanach Zjednoczonych, w stanie Utah, w hrabstwie Utah.